# خاربیشه

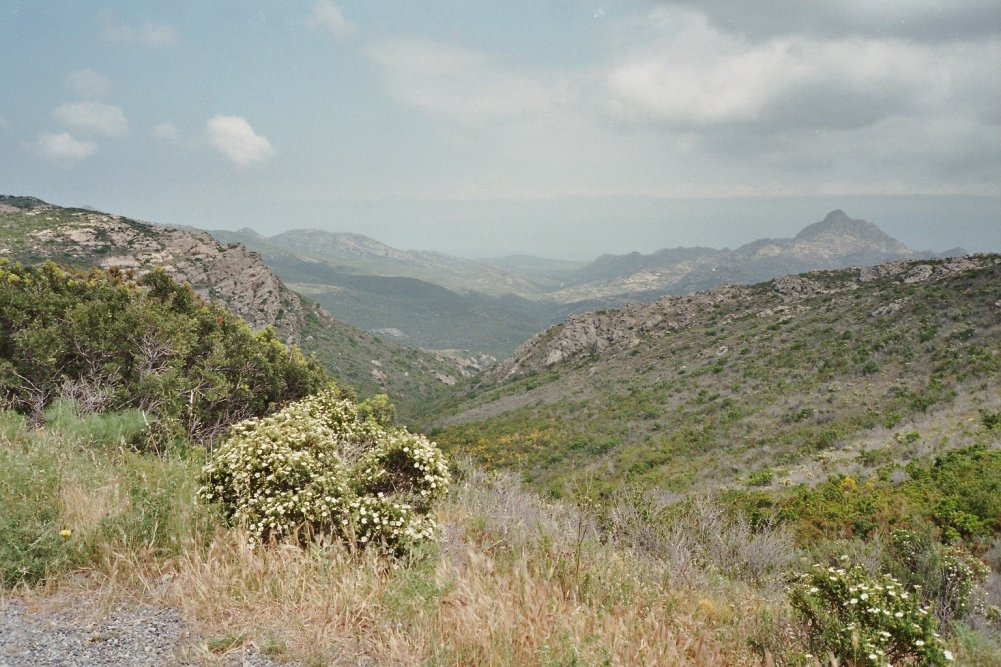
خاربیشه‌های جزیره کرس، فرانسه.

خاربیشه به منطقه‌ای گفته می‌شود با پوشش گیاهی بوته‌ای و متراکم و پرشاخه و تیغ‌دار و معطر که در مناطق مدیترانه‌ای پس از تخریب جنگل کامل ایجاد می‌شود. خاربیشه‌ها معمولاً از گیاهان همیشه‌سبز تشکیل شده و بیشتر در محیط‌های خشک و سنگی می‌رویند.
خاربیشه‌ها بیشتر در جزیره‌های کُرس و ساردنی دیده می‌شوند اما در خاک اصلی فرانسه و ایتالیا هم وجود دارند. در کالدونیای جدید هم گونه‌ای از پوشش گیاهی دیده می‌شود که به نام خاربیشه معروف است.